# Belonogaster menelikii
Belonogaster menelikii är en getingart som beskrevs av Giovanni Gribodo 1879.
Belonogaster menelikii ingår i släktet Belonogaster och familjen getingar. Inga underarter finns listade.